# ZaSu Pitts

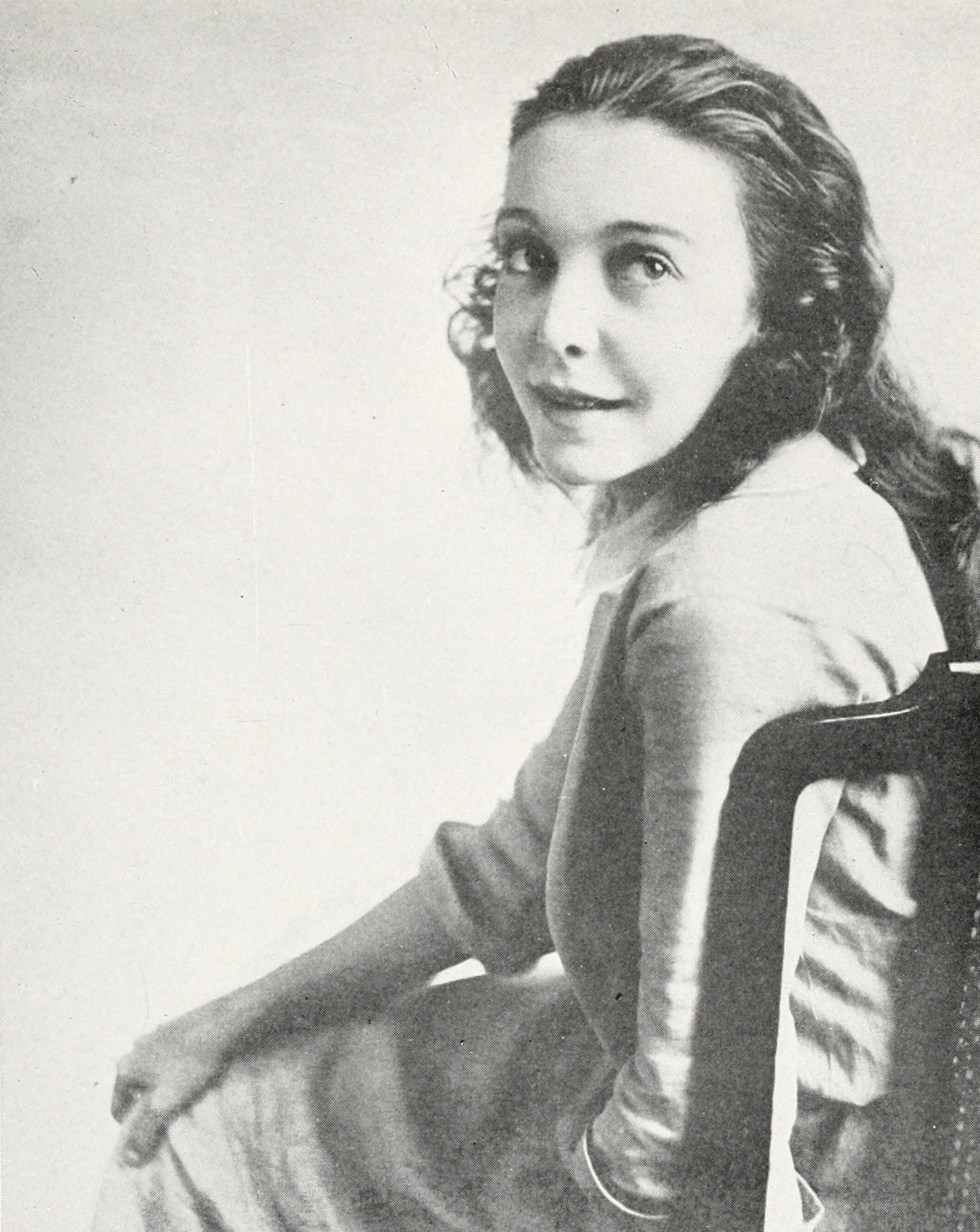
ZaSu Pitts (1920)

ZaSu Pitts (eigentlich: Eliza Susan Pitts; * 3. Januar 1894 in Parsons, Kansas; † 7. Juni 1963 in Hollywood, Kalifornien) war eine US-amerikanische Film- und Fernsehschauspielerin.

## Leben und Wirken
ZaSu Pitts wuchs in Santa Cruz in Kalifornien auf. Ihr ungewöhnlicher Vorname setzt sich aus den letzten und ersten beiden Buchstaben ihrer Namen „Eliza“ und „Susan“ zusammen. Pitts war von 1920 bis 1933 mit dem Schauspieler Tom Gallery verheiratet. Sie hatten eine Tochter, Ann Gallery, und einen Adoptivsohn, Don Gallery (geboren Marvin Carville La Marr), den sie nach dem Tode seiner Mutter, der Stummfilmschauspielerin Barbara La Marr, annahmen. Nach ihrer Scheidung heiratete Pitts 1933 ein zweites Mal, die Ehe mit John E. Woodall währte bis zu ihrem Tod.
ZaSu Pitts gab ihr Filmdebüt 1917. Zu ihren bedeutendsten Rollen gehört die der Trina, der Ehefrau McTeagues, in Erich von Stroheims Filmepos Gier (1924). Stroheim hielt Pitts für „seine größte dramatische Schauspielerin“ und besetzte sie auch in Der Hochzeitsmarsch (1928) und in Walking Down Broadway (1932). Mit dem Beginn der Tonfilmzeit verlegte sich Pitts aufgrund ihrer weinerlich-zittrigen Stimme auf komische Rollen. Tatsächlich diente ihre Stimme auch als Vorbild für die der Olive Oyl in den Popeye-Trickfilmen. Ähnlich unverwechselbar waren ihre altjungfernhaften, nervösen und gezierten Manierismen, die sie sich für ihre Komödien zulegte.
Speziell in den 1930er- und 1940er-Jahren war Pitts eine äußerst populäre Komödiantin, deren Starvehikel allerdings heute weitestgehend in Vergessenheit geraten sind. Von 1931 bis 1933 bildete sie unter Produzent Hal Roach ein Komikerduo mit Thelma Todd, das als weibliches Pendant zu Laurel und Hardy 17 Kurzfilme drehte. Ein komisches Duo in mehreren längeren Filmen bildete sie zudem zwischen 1932 und 1941 mit dem Keystone-Veteranen Slim Summerville. Insgesamt war Pitts an mehr als 200 Filmen beteiligt, in den 1950er- und 1960er-Jahren außerdem auch häufig an Fernsehproduktionen. Ihre letzten Auftritte hatte sie in der Doris-Day-Komödie Was diese Frau so alles treibt (bezeichnenderweise unter dem Rollennamen Olivia) und als Telefonistin in Eine total, total verrückte Welt. Beide Filmpremieren erlebte sie nicht mehr.
ZaSu Pitts starb im Alter von 69 Jahren an einer Krebserkrankung. Ihr Grab befindet sich auf dem Holy Cross Cemetery in Culver City. Ein Stern auf dem Hollywood Walk of Fame erinnert heute an die Schauspielerin. Im Jahr 1994 wurde eine vom Karikaturisten Al Hirschfeld entworfene, US-amerikanische Briefmarke mit ihrem Konterfei ausgegeben.

## Filmografie (Auswahl)
- 1917: Uneasy Money
- 1917: The Little Princess
- 1919: Poor Relations
- 1921: Patsy
- 1923: Ein Mädchen und drei alte Narren (Three Wise Fools)
- 1923: Gier (Greed)
- 1923: Der Markt der Seelen (Souls for Sale) (Cameo)
- 1924: Triumph (Triumph)
- 1924: Vertauschte Frauen (Changing Husbands)
- 1925: Der Bandit (The Great Divide)
- 1925: Pretty Ladies
- 1926: Der keusche Josef (What Happened to Jones?)
- 1928: Der Hochzeitsmarsch (The Wedding March)
- 1928: Sünden der Väter (Sins of the Fathers)
- 1928: Riff und Raff als Frauenhelden (Wife Savers)
- 1929: Paris
- 1930: Passion Flower
- 1930: The Devil’s Holiday
- 1930: Im Westen nichts Neues (All Quiet on the Western Front) Szenen geschnitten
- 1930: Monte Carlo
- 1930: No, No, Nanette
- 1931–1933: Filmreihe „Thelma Todd und ZaSu Pitts“ (17 Filme)
- 1931: Meine Kinder – mein Glück (Seed)
- 1931: The Bad Sister
- 1931: The Guardsman
- 1931: Der Mann, den sein Gewissen trieb (Broken Lullaby)
- 1931: On The Loose
- 1932: Back Street
- 1932: Walking Down Broadway
- 1934: Broadway-Show (Dames)
- 1935: Ein Butler in Amerika (Ruggles of Red Gap)
- 1935: The Plot Thickens
- 1939: Naughty But Nice
- 1939: Nurse Edith Cavell
- 1939: Zauberer der Liebe (Eternally Yours)
- 1940: Ein Nachtclub für Sarah Jane (It All Came True)
- 1941: Niagara Falls
- 1941: Miss Polly
- 1941: Mexican Spitfire’s Baby
- 1942: Mexican Spitfire at Sea
- 1942: So’s Your Aunt Emma!
- 1946: Breakfast in Hollywood
- 1947: Unser Leben mit Vater (Life with Father)
- 1950: Francis, ein Esel – Herr General (Francis)
- 1952: Terror am Rio Grande (Denver and Rio Grande)
- 1954: Francis Joins the WACS
- 1956–1960: The Gale Storm Show: Oh! Susanna (Fernsehserie, 126 Folgen)
- 1957: Kein Platz für feine Damen (This Could Be the Night)
- 1963: Was diese Frau so alles treibt (The Thrill of It All)
- 1963: Eine total, total verrückte Welt (It’s a Mad, Mad, Mad, Mad World)